# Vingt-et-unième district congressionnel de Floride
Le 21e district congressionnel de Floride est un district situé sur la Treasure Coast. Dans le cycle de redécoupage de 2020, le district a été désigné comme successeur du 18e district précédent et contient tout le comté de Sainte-Lucie et le comté de Martin ainsi que la partie nord-est du comté de Palm Beach, et comprend Port Sainte-Lucie, Fort Pierce, Stuart, Jupiter et Palm Beach Gardens, ainsi que l'aéroport international de Treasure Coast. L'itération précédente du 21e district, qui s'étendait de Delray Beach à Palm Beach, a été rebaptisé 22e district.
De 2003 à 2012, le 21e district se trouvait dans le comté de Miami-Dade et comprenait de nombreuses banlieues ouest de Miami, telles que Hialeah, Olympia Heights et Cutler Bay. En décembre 2015, la Floride a subi un redécoupage en raison d'une décision de la Cour suprême de Floride. Une grande partie du 21e district est devenue le 22e district et a été poussée plus loin dans le comté de Broward. Dans le processus, il a absorbé la partie du comté de Broward qui se trouvait auparavant dans le 22e district voisin, qui avait été renuméroté le 21e. Cela est intervenu après que la Cour suprême de l'État a demandé la création d'un district couvrant la majeure partie du comté de Palm Beach et un autre couvrant la majeure partie du comté de Broward et une partie de Palm Beach.
Le district était représenté par la démocrate Lois Frankel de 2017 à 2023. Après le redécoupage, le district est représenté par le républicain Brian Mast depuis 2023.

## Géographie
| #   | Comté      | Siège           | Population |
| --- | ---------- | --------------- | ---------- |
| 85  | Martin     | Stuart          | 163 315    |
| 99  | Palm Beach | West Palm Beach | 1 533 801  |
| 111 | St. Lucie  | Fort Pierce     | 373 586    |

### Villes de 10 000 habitants ou plus
- Port St. Lucie - 204 851
- West Palm Beach - 120 932
- Jupiter - 61 047
- Palm Beach Gardens - 59 182
- Fort Pierce - 47 297
- The Acreage - 41 654
- Riviera Beach - 37 604
- Palm City - 25 883
- Stuart - 17 425
- Hobe Sound - 13 163
- North Palm Beach - 13 162
- Jensen Beach - 12 652
- Jupiter Farms - 12 572
- Lakewood Park - 12 510
- Port Salerno - 10 401

### Villes de 2 500 à 10 000 habitants
- Fort Pierce North - 6 904
- Indian River Estates - 6 584
- Indiantown - 6 560
- River Park - 6 514
- Tequesta - 6 158
- Fort Pierce Sud - 5 209
- Hutchinson Island South - 4 988
- Juno Beach - 3 858
- White City - 3 779
- North River Shores - 3 459

## Historique
| Année | Poste     | Résultats               |
| ----- | --------- | ----------------------- |
| 2000  | Président | Bush 57,0 % – 42,0 %    |
| 2004  | Président | Bush 57,0 % – 43,0 %    |
| 2008  | Président | McCain 51,0 % – 49,0 %  |
| 2012  | Président | Obama 61,0 % – 39,0 %   |
| 2016  | Président | Clinton 59,0 % – 39,0 % |
| 2020  | Président | Biden 58,0 % – 41,0 %   |

## Liste des Représentants de l'État
| Membre                            | Parti       | Années                          | Congrès     | Histoire électorale | Zone géographique                                             |
| --------------------------------- | ----------- | ------------------------------- | ----------- | --- | ------------------------------------------------------------- |
| District établi le 3 janvier 1993 |             |                                 |             | |                                                               |
| Lincoln Díaz-Balart               | Républicain | 3 janvier 1993 - 3 janvier 2011 | 103e - 111e | Élu en 1992. Réélu en 1994. Réélu en 1996. Réélu en 1998. Réélu en 2000. Réélu en 2002. Réélu en 2004. Réélu en 2006. Réélu en 2008. Retrait. | 1993–2003                                                     |
| Lincoln Díaz-Balart               | Républicain | 3 janvier 1993 - 3 janvier 2011 | 103e - 111e | Élu en 1992. Réélu en 1994. Réélu en 1996. Réélu en 1998. Réélu en 2000. Réélu en 2002. Réélu en 2004. Réélu en 2006. Réélu en 2008. Retrait. | 2003–2013                                                     |
| Mario Díaz-Balart                 | Républicain | 3 janvier 2011 - 3 janvier 2013 | 112e        | Redécoupage depuis le 25e district et réélu en 2010. Redécoupage vers le 25e district.                                                        |                                                               |
| Ted Deutch                        | Démocrate   | 3 janvier 2013 - 3 janvier 2017 | 113e , 114e | Redécoupage depuis le 19e district et réélu en 2012. Réélu en 2014. Redécoupage vers le 22e district.                                         | 2013–2017                                                     |
| Lois Frankel                      | Démocrate   | 3 janvier 2017 - 3 janvier 2023 | 115e - 117e | Redécoupage depuis le 22e district et réélue en 2016. Réélue en 2018. Réélue en 2020. Redécoupage vers le 22e district.                       | 2017–2023                                                     |
| Brian Mast                        | Républicain | 3 janvier 2023 - en cours       | 118e        | Redécoupage depuis le 18e district et réélu en 2022.                                                                                          | 2023–en cours: Port St. Lucie, Fort Pierce, Stuart et Jupiter |

## Résultats des récentes élections
Voici les résultats des dix précédents cycles électoraux dans le district.

### 2004
| Élection de 2004 du 21e district congressionnel de Floride | Élection de 2004 du 21e district congressionnel de Floride | Élection de 2004 du 21e district congressionnel de Floride | Élection de 2004 du 21e district congressionnel de Floride | Élection de 2004 du 21e district congressionnel de Floride |
| ---------------------------------------------------------- | ---------------------------------------------------------- | ---------------------------------------------------------- | ---------------------------------------------------------- | ---------------------------------------------------------- |
| Parti                                                      | Parti                                                      | Candidat                                                   | Votes                                                      | %                                                          |
|                                                            | Républicain                                                | Lincoln Diaz-Balart (sortant)                              | 146 507                                                    | 72,80                                                      |
|                                                            | Libertarien                                                | Frank Gonzalez                                             | 54 736                                                     | 27,20                                                      |
| Total des votes                                            | Total des votes                                            | Total des votes                                            | 201 243                                                    | 100 %                                                      |
|                                                            | Les Républicains conservent                                |                                                            |                                                            |                                                            |

### 2006
| Élection de 2006 du 21e district congressionnel de Floride | Élection de 2006 du 21e district congressionnel de Floride | Élection de 2006 du 21e district congressionnel de Floride | Élection de 2006 du 21e district congressionnel de Floride | Élection de 2006 du 21e district congressionnel de Floride |
| ---------------------------------------------------------- | ---------------------------------------------------------- | ---------------------------------------------------------- | ---------------------------------------------------------- | ---------------------------------------------------------- |
| Parti                                                      | Parti                                                      | Candidat                                                   | Votes                                                      | %                                                          |
|                                                            | Républicain                                                | Lincoln Diaz-Balart (sortant)                              | 66 784                                                     | 59,47                                                      |
|                                                            | Démocrate                                                  | Frank Gonzalez                                             | 45 522                                                     | 40,53                                                      |
| Total des votes                                            | Total des votes                                            | Total des votes                                            | 112 306                                                    | 100 %                                                      |
|                                                            | Les Républicains conservent                                |                                                            |                                                            |                                                            |

### 2008
| Élection de 2008 du 21e district congressionnel de Floride | Élection de 2008 du 21e district congressionnel de Floride | Élection de 2008 du 21e district congressionnel de Floride | Élection de 2008 du 21e district congressionnel de Floride | Élection de 2008 du 21e district congressionnel de Floride |
| ---------------------------------------------------------- | ---------------------------------------------------------- | ---------------------------------------------------------- | ---------------------------------------------------------- | ---------------------------------------------------------- |
| Parti                                                      | Parti                                                      | Candidat                                                   | Votes                                                      | %                                                          |
|                                                            | Républicain                                                | Lincoln Diaz-Balart (sortant)                              | 137 226                                                    | 57,90                                                      |
|                                                            | Démocrate                                                  | Raul L. Martinez                                           | 99 776                                                     | 42,10                                                      |
| Total des votes                                            | Total des votes                                            | Total des votes                                            | 237 002                                                    | 100 %                                                      |
|                                                            | Les Républicains conservent                                |                                                            |                                                            |                                                            |

### 2010
| Élection de 2010 du 21e district congressionnel de Floride | Élection de 2010 du 21e district congressionnel de Floride | Élection de 2010 du 21e district congressionnel de Floride | Élection de 2010 du 21e district congressionnel de Floride |
| ---------------------------------------------------------- | ---------------------------------------------------------- | ---------------------------------------------------------- | ---------------------------------------------------------- |
| Parti                                                      | Parti                                                      | Candidat                                                   | %                                                          |
|                                                            | Républicain                                                | Mario Diaz-Balart                                          | 100 %                                                      |
|                                                            | Les Républicains conservent                                |                                                            |                                                            |

### 2012
| Élection de 2012 du 21e district congressionnel de Floride | Élection de 2012 du 21e district congressionnel de Floride | Élection de 2012 du 21e district congressionnel de Floride | Élection de 2012 du 21e district congressionnel de Floride | Élection de 2012 du 21e district congressionnel de Floride |
| ---------------------------------------------------------- | ---------------------------------------------------------- | ---------------------------------------------------------- | ---------------------------------------------------------- | ---------------------------------------------------------- |
| Parti                                                      | Parti                                                      | Candidat                                                   | Votes                                                      | %                                                          |
|                                                            | Démocrate                                                  | Ted Deutch (sortant)                                       | 221 263                                                    | 77,8                                                       |
|                                                            | Indépendant                                                | W. Michael (Mike) Trout                                    | 37 776                                                     | 13,3                                                       |
|                                                            | Indépendant                                                | Cesar Henao                                                | 25 361                                                     | 8,9                                                        |
| Total des votes                                            | Total des votes                                            | Total des votes                                            | 284 400                                                    | 100 %                                                      |
|                                                            | Les Démocrates prennent aux Républicains                   |                                                            |                                                            |                                                            |

### 2014
| Élection de 2014 du 21e district congressionnel de Floride | Élection de 2014 du 21e district congressionnel de Floride | Élection de 2014 du 21e district congressionnel de Floride | Élection de 2014 du 21e district congressionnel de Floride | Élection de 2014 du 21e district congressionnel de Floride |
| ---------------------------------------------------------- | ---------------------------------------------------------- | ---------------------------------------------------------- | ---------------------------------------------------------- | ---------------------------------------------------------- |
| Parti                                                      | Parti                                                      | Candidat                                                   | Votes                                                      | %                                                          |
|                                                            | Démocrate                                                  | Ted Deutch (sortant)                                       | 221 263                                                    | 77,8                                                       |
|                                                            | Write-in                                                   | W. Michael (Mike) Trout                                    | 37 776                                                     | 13,3                                                       |
| Total des votes                                            | Total des votes                                            | Total des votes                                            | 284 400                                                    | 100 %                                                      |
|                                                            | Les Démocrates conservent                                  |                                                            |                                                            |                                                            |

### 2016
| Élection de 2016 du 21e district congressionnel de Floride | Élection de 2016 du 21e district congressionnel de Floride | Élection de 2016 du 21e district congressionnel de Floride | Élection de 2016 du 21e district congressionnel de Floride | Élection de 2016 du 21e district congressionnel de Floride |
| ---------------------------------------------------------- | ---------------------------------------------------------- | ---------------------------------------------------------- | ---------------------------------------------------------- | ---------------------------------------------------------- |
| Parti                                                      | Parti                                                      | Candidat                                                   | Votes                                                      | %                                                          |
|                                                            | Démocrate                                                  | Lois Frankel (sortante)                                    | 210 606                                                    | 62,7                                                       |
|                                                            | Républicain                                                | Paul Spain                                                 | 118 038                                                    | 35,1                                                       |
|                                                            | Indépendant                                                | W. Michael (Mike) Trout                                    | 7 217                                                      | 2,2                                                        |
| Total des votes                                            | Total des votes                                            | Total des votes                                            | 335 861                                                    | 100 %                                                      |
|                                                            | Les Démocrates conservent                                  |                                                            |                                                            |                                                            |

### 2018
| Élection de 2018 du 21e district congressionnel de Floride | Élection de 2018 du 21e district congressionnel de Floride | Élection de 2018 du 21e district congressionnel de Floride | Élection de 2018 du 21e district congressionnel de Floride |
| ---------------------------------------------------------- | ---------------------------------------------------------- | ---------------------------------------------------------- | ---------------------------------------------------------- |
| Parti                                                      | Parti                                                      | Candidat                                                   | %                                                          |
|                                                            | Démocrate                                                  | Lois Frankel (sortante)                                    | 100 %                                                      |
|                                                            | Les Démocrates conservent                                  |                                                            |                                                            |

### 2020
| Élection de 2020 du 21e district congressionnel de Floride | Élection de 2020 du 21e district congressionnel de Floride | Élection de 2020 du 21e district congressionnel de Floride | Élection de 2020 du 21e district congressionnel de Floride | Élection de 2020 du 21e district congressionnel de Floride |
| ---------------------------------------------------------- | ---------------------------------------------------------- | ---------------------------------------------------------- | ---------------------------------------------------------- | ---------------------------------------------------------- |
| Parti                                                      | Parti                                                      | Candidat                                                   | Votes                                                      | %                                                          |
|                                                            | Démocrate                                                  | Lois Frankel (sortante)                                    | 237 925                                                    | 59,0                                                       |
|                                                            | Républicain                                                | Laura Loomer                                               | 157 612                                                    | 39,1                                                       |
|                                                            | Indépendant                                                | Charleston Malkemus                                        | 7 544                                                      | 1,9                                                        |
|                                                            | Write-in                                                   | Write-in                                                   | 12                                                         | <0.1                                                       |
| Total des votes                                            | Total des votes                                            | Total des votes                                            | 403 093                                                    | 100 %                                                      |
|                                                            | Les Démocrates conservent                                  |                                                            |                                                            |                                                            |

### 2022
La Primaire Démocrate a été annulée. Corinna Robinson avance vers l'Élection Générale..
| Primaire Républicaine de 2022 du 21e district congressionnel de Floride | Primaire Républicaine de 2022 du 21e district congressionnel de Floride | Primaire Républicaine de 2022 du 21e district congressionnel de Floride | Primaire Républicaine de 2022 du 21e district congressionnel de Floride | Primaire Républicaine de 2022 du 21e district congressionnel de Floride |
| ----------------------------------------------------------------------- | ----------------------------------------------------------------------- | ----------------------------------------------------------------------- | ----------------------------------------------------------------------- | ----------------------------------------------------------------------- |
| Parti                                                                   | Parti                                                                   | Candidat                                                                | Votes                                                                   | %                                                                       |
|                                                                         | Républicain                                                             | Brian Mast (sortant)                                                    | 56 535                                                                  | 78,1                                                                    |
|                                                                         | Républicain                                                             | Jeffrey Buongiorno                                                      | 8 850                                                                   | 12,2                                                                    |
|                                                                         | Républicain                                                             | Melissa Martz                                                           | 6 186                                                                   | 8,5                                                                     |
|                                                                         | Républicain                                                             | Ljubo Skrbic                                                            | 853                                                                     | 1,2                                                                     |

| Élection de 2022 du 21e district congressionnel de Floride | Élection de 2022 du 21e district congressionnel de Floride | Élection de 2022 du 21e district congressionnel de Floride | Élection de 2022 du 21e district congressionnel de Floride | Élection de 2022 du 21e district congressionnel de Floride |
| ---------------------------------------------------------- | ---------------------------------------------------------- | ---------------------------------------------------------- | ---------------------------------------------------------- | ---------------------------------------------------------- |
| Parti                                                      | Parti                                                      | Candidat                                                   | Votes                                                      | %                                                          |
|                                                            | Républicain                                                | Brian Mast (sortant)                                       | 208 614                                                    | 63.50                                                      |
|                                                            | Démocrate                                                  | Corinna Robinson                                           | 119 891                                                    | 36.50                                                      |
| Total des votes                                            | Total des votes                                            | Total des votes                                            | 328 505                                                    | 100 %                                                      |
|                                                            | Les Républicains prennent aux Démocrates                   |                                                            |                                                            |                                                            |

### 2024
La Primaire Démocrate a été annulée. Thomas Witkop avance vers l'Élection Générale.
| Primaire Républicaine de 2024 du 21e district congressionnel de Floride | Primaire Républicaine de 2024 du 21e district congressionnel de Floride | Primaire Républicaine de 2024 du 21e district congressionnel de Floride | Primaire Républicaine de 2024 du 21e district congressionnel de Floride | Primaire Républicaine de 2024 du 21e district congressionnel de Floride |
| ----------------------------------------------------------------------- | ----------------------------------------------------------------------- | ----------------------------------------------------------------------- | ----------------------------------------------------------------------- | ----------------------------------------------------------------------- |
| Parti                                                                   | Parti                                                                   | Candidat                                                                | Votes                                                                   | %                                                                       |
|                                                                         | Républicain                                                             | Brian Mast (sortant)                                                    | 60 395                                                                  | 85,8                                                                    |
|                                                                         | Républicain                                                             | Rick Wiles                                                              | 9 957                                                                   | 14,2                                                                    |

| Élection de 2024 du 21e district congressionnel de Floride | Élection de 2024 du 21e district congressionnel de Floride | Élection de 2024 du 21e district congressionnel de Floride | Élection de 2024 du 21e district congressionnel de Floride | Élection de 2024 du 21e district congressionnel de Floride |
| ---------------------------------------------------------- | ---------------------------------------------------------- | ---------------------------------------------------------- | ---------------------------------------------------------- | ---------------------------------------------------------- |
| Parti                                                      | Parti                                                      | Candidat                                                   | Votes                                                      | %                                                          |
|                                                            | Républicain                                                | Brian Mast (sortant)                                       | 277 435                                                    | 61,8                                                       |
|                                                            | Démocrate                                                  | Thomas Witkop                                              | 171 312                                                    | 38,2                                                       |
|                                                            | Indépendant                                                | Elizabeth Felton (write-in)                                | 19                                                         | 0,0                                                        |
| Total des votes                                            | Total des votes                                            | Total des votes                                            | 448 766                                                    | 100 %                                                      |
|                                                            | Les Républicains conservent                                |                                                            |                                                            |                                                            |